# Chylismia walkeri
Chylismia walkeri là một loài thực vật có hoa trong họ Anh thảo chiều. Loài này được A.Nelson mô tả khoa học đầu tiên năm 1913.

## Hình ảnh

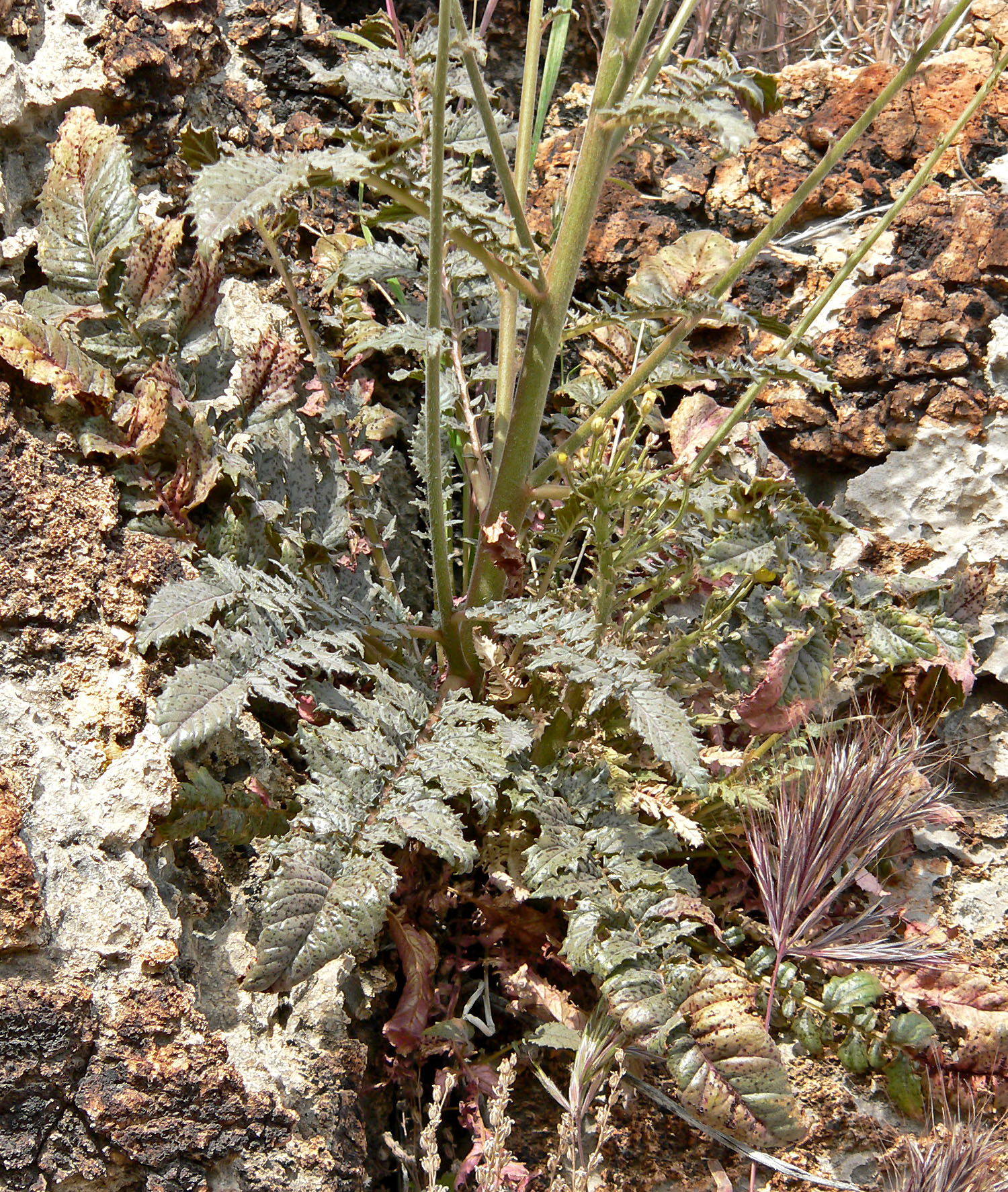
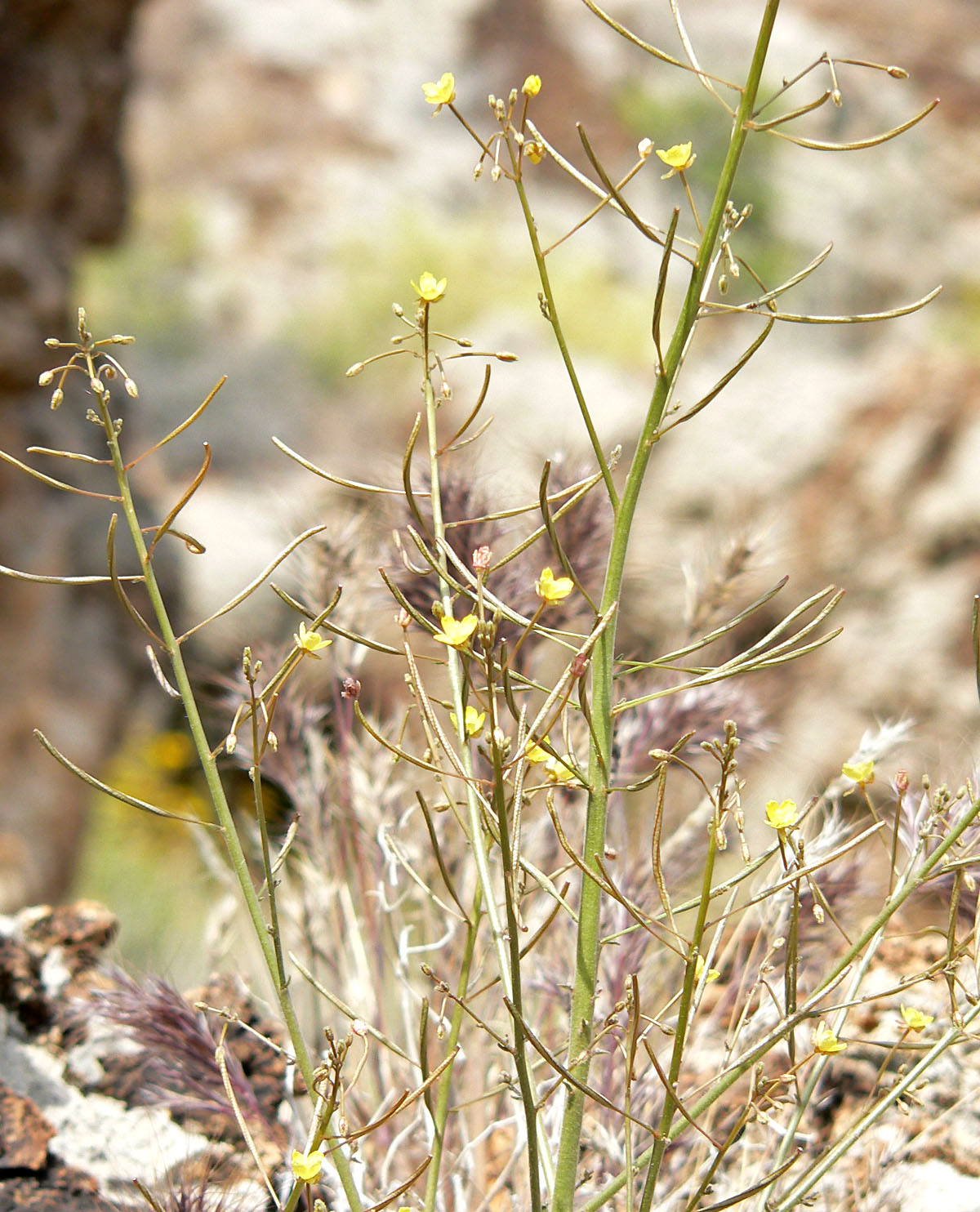
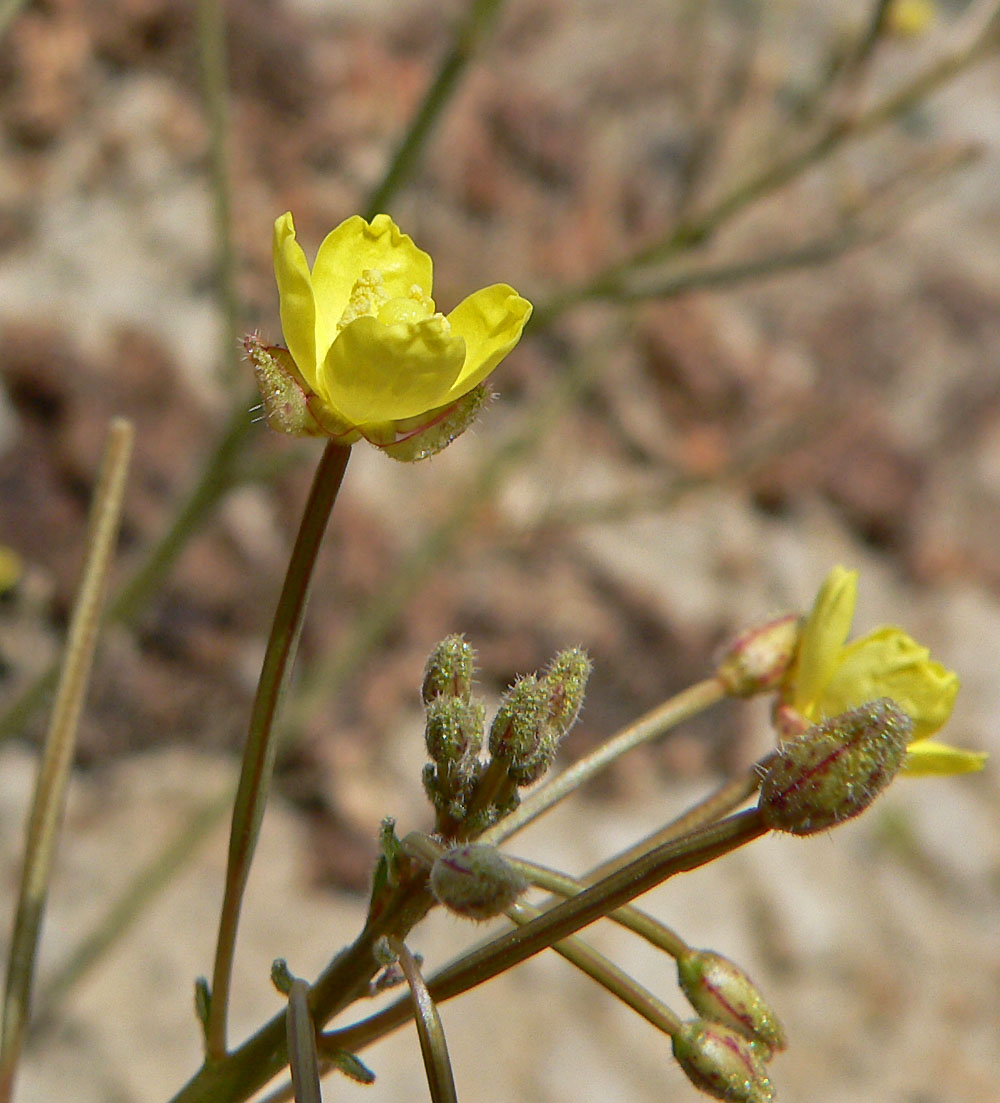